# Liste der Bodendenkmale in Rieseby
In der Liste der Bodendenkmale in Rieseby sind die Bodendenkmale der Gemeinde Rieseby nach dem Stand der Bodendenkmalliste des Archäologischen Landesamts Schleswig-Holstein von 2016 aufgelistet. Die Baudenkmale sind in der Liste der Kulturdenkmale in Rieseby aufgeführt.
| Denkmal-ID           | Befundart               | Bezeichnung                   | Zeitstellung                 | Lage | Bemerkungen | Bild |
| -------------------- | ----------------------- | ----------------------------- | ---------------------------- | ---- | ----------- | ---- |
| aKD-ALSH-Nr. 003 423 | Grabmal > Grabhügel     | Grabhügel                     | Vor- und/oder Frühgeschichte |      |             |      |
| aKD-ALSH-Nr. 003 424 | Grabmal > Grabhügel     | Grabhügel                     | Vor- und/oder Frühgeschichte |      |             |      |
| aKD-ALSH-Nr. 003 425 | Grabmal > Grabhügel     | Grabhügel                     | Vor- und/oder Frühgeschichte |      |             |      |
| aKD-ALSH-Nr. 003 426 | Grabmal > Grabhügel     | Grabhügel                     | Vor- und/oder Frühgeschichte |      |             |      |
| aKD-ALSH-Nr. 003 427 | Grabmal > Großsteingrab | Steinkammer                   | Neolithikum                  |      |             |      |
| aKD-ALSH-Nr. 003 428 | Grabmal > Langbett      | Langbett/Steinreihe           | Neolithikum                  |      |             |      |
| aKD-ALSH-Nr. 003 429 | Grabmal > Grabhügel     | Grabhügel                     | Vor- und/oder Frühgeschichte |      |             |      |
| aKD-ALSH-Nr. 003 430 | Grabmal > Grabhügel     | Grabhügel                     | Vor- und/oder Frühgeschichte |      |             |      |
| aKD-ALSH-Nr. 003 431 | Grabmal > Grabhügel     | Grabhügel                     | Vor- und/oder Frühgeschichte |      |             |      |
| aKD-ALSH-Nr. 003 432 | Grabmal > Langbett      | Langbett/Steinreihe           | Neolithikum                  |      |             |      |
| aKD-ALSH-Nr. 003 433 | Grabmal > Großsteingrab | Steinkammer                   | Neolithikum                  |      |             |      |
| aKD-ALSH-Nr. 003 434 | Grabmal > Langbett      | Langbett/Steinreihe           | Neolithikum                  |      |             |      |
| aKD-ALSH-Nr. 003 435 | Grabmal > Langbett      | Langbett/Steinreihe           | Neolithikum                  |      |             |      |
| aKD-ALSH-Nr. 003 436 | Grabmal > Großsteingrab | Steinkammer                   | Neolithikum                  |      |             |      |
| aKD-ALSH-Nr. 003 437 | Grabmal > Großsteingrab | Steinkammer                   | Neolithikum                  |      |             |      |
| aKD-ALSH-Nr. 003 438 | Grabmal > Grabhügel     | Grabhügel                     | Vor- und/oder Frühgeschichte |      |             |      |
| aKD-ALSH-Nr. 003 439 | Befestigung > Burg      | Burg/Motte/Ringwall/Turmhügel | Mittelalter                  |      |             |      |
| aKD-ALSH-Nr. 003 440 | Grabmal > Grabhügel     | Grabhügel                     | Vor- und/oder Frühgeschichte |      |             |      |
| aKD-ALSH-Nr. 003 441 | Grabmal > Langbett      | Langbett/Steinreihe           | Neolithikum                  |      |             |      |
| aKD-ALSH-Nr. 003 442 | Grabmal > Großsteingrab | Steinkammer                   | Neolithikum                  |      |             |      |